# Pakistán en los Juegos Paralímpicos de Sídney 2000
Pakistán estuvo representado en los Juegos Paralímpicos de Sídney 2000 por un deportista masculino. El equipo paralímpico pakistaní no obtuvo ninguna medalla en estos Juegos.